# Andrzej Dzierżyński
Andrzej Leszek Dzierżyński (ur. 1936 w Warszawie) – polski malarz, kawaler maltański.

## Życiorys
Syn Olgierda Dzierżyńskiego i Julii Anny Misterko, wnuk Ignacego Dzierżyńskiego, brata Feliksa. Dzieciństwo spędził w Kazimierzu Dolnym i w Bielsku-Białej. W latach 1953–1957 studiował historię sztuki na Uniwersytecie Warszawskim. Pod koniec lat 50. emigrował do San Gimignano w Toskanii. 
W latach 1960–1975 podróżował na Bliski Wschód, do Azji oraz do Ameryki Północnej i Łacińskiej. 
W latach 80. jako historyk sztuki prowadził autorski program w BBC Radio. 
Był członkiem Międzynarodowego Stowarzyszenia Krytyków Sztuki i przez kilka lat służył w jego brytyjskim komitecie wykonawczym. 
Prowadzi studio malarskie Chelsea World’s End w Londynie, gdzie tworzy, stosując technikę tempery jajowej. Przedmiotem twórczości Dzierżyńskiego są pejzaże włoskich regionów, Toskanii i Umbrii oraz francuskiej Prowansji. 
Był przyjacielem Andrzeja Panufnika, z którego rodziną utrzymywał bliskie relacje.